# Fronteras de Angola
Las fronteras de Angola son los linderos internacionales que Angola comparte con sus Estados vecinos. Están representados por líneas que delimitan el territorio nacional donde el Estado ejerce su autoridad soberana.

## Fronteras

### Terrestres
Angola comparte fronteras terrestres con sus 4 países vecinos: la República Democrática del Congo, la República del Congo, Namibia y Zambia, para un total de 5198 km.

### Resumen
La siguiente tabla resume todas las fronteras de Angola:
| País                            | Frontera terrestre (km) | Notas |
| ------------------------------- | ----------------------- | ----- |
| República Democrática del Congo | 2511                    |       |
| República del Congo             | 201                     |       |
| Namibia                         | 1376                    |       |
| Zambia                          | 1110                    |       |
| Total                           | 5198                    |       |